# Bataille de Hemmingstedt

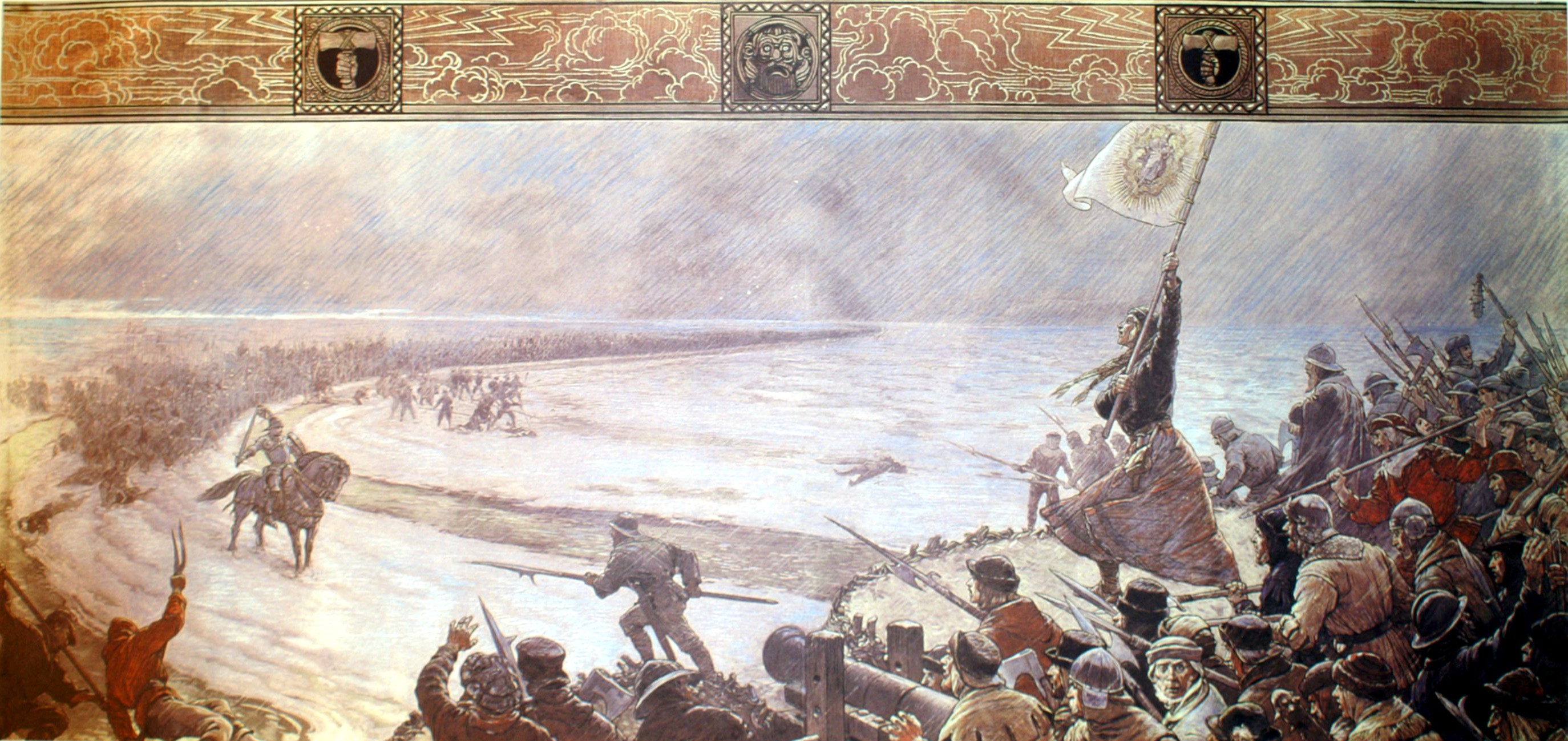
La bataille de Hemmingstedt, tableau par Max Koch, 1910.

La bataille de Hemmingstedt se déroula le 17 février 1500 près du village homonyme dans le Schleswig-Holstein, en Allemagne. Elle fut la conclusion d'une tentative de Johann et de son frère Friedrich, co-ducs de Schleswig et de Holstein, de soumettre la paysannerie de Dithmarse, qui avait fondé depuis le Moyen Âge une république paysanne (en allemand : Bauernrepublik) sur la côte de la mer du Nord. Johann était à l'époque roi de l'union de Kalmar et son frère Friedrich le deviendra.
L'armée ducale ne comptait pas moins de 12 000 soldats, dont 4 000 mercenaires du régiment de la Bande noire de Thomas Slentz, 2 000 chevaliers en lourde armure du Schleswig et Holstein, 5 000 serviteurs et d'une artillerie servie par mille hommes. La république paysanne n'avait à sa disposition que 6 000 hommes, tous des paysans. Mais ils étaient bien armés et organisés en milices, combattaient pour défendre leur pays et leurs terres. Le paysan Wulf Isebrand est considéré comme l'organisateur de la défense paysanne.
Après la prise du village de Meldorf, l'armée ducale s'avance, mais est arrêtée par une barricade équipée de canons. Les défenseurs ont ouvert une écluse dans une digue afin d'inonder les terres aux alentours. La terre s'est rapidement transformée en marécages et lacs. Regroupée sur une route étroite, ne disposant pas de terrains solides sur lesquels aller se déployer, l'armée ducale fut incapable d'imposer sa supériorité numérique. Les paysans, plus légèrement équipés et connaissant bien le champ de bataille, purent se servir de perches pour franchir les fossés. 

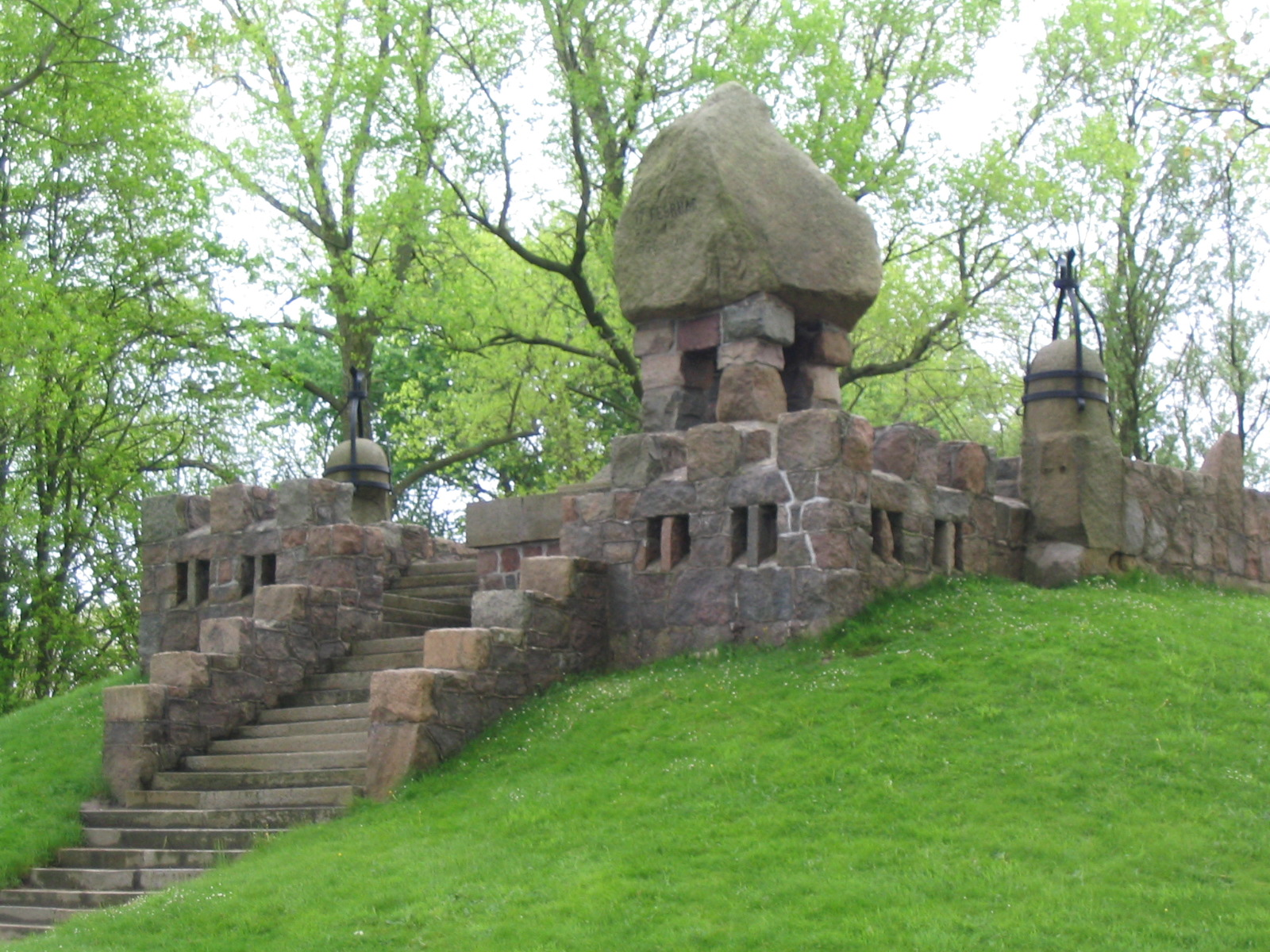
Monument commémoratif de la bataille.

L'armée des féodaux fut ainsi battue à plate couture. La plupart des soldats de l'armée ducale ne furent pas tués par les armes de leurs ennemis, mais se noyèrent. Le nombre des victimes chez les gens de Dithmarse n'est pas connu, mais leurs ennemis perdirent plus de la moitié de leurs effectifs, 7 000 tués, 1 500 blessés. Les lansquenets de la Bande noire sont anéantis, le tiers des chevaliers allemands périt également.
La bataille de Hemmingstedt est un excellent exemple de l'utilisation du terrain dans la tactique militaire. Les Hussites en avaient également fait une des causes principales de leurs victoires.
Aujourd'hui un musée commémore la bataille.